# Smaragdia
Smaragdia is een geslacht van weekdieren uit de klasse van de Gastropoda (slakken).

## Soorten
- Smaragdia bryanae (Pilsbry, 1918)
- Smaragdia expansa (Reuss in Hörnes, 1856) †
- Smaragdia merignacensis (Cossmann & Peyrot, 1917) †
- Smaragdia pulcherrima (Angas, 1871)
- Smaragdia purpureomaculata Dekker, 2000
- Smaragdia rangiana (Récluz, 1841)
- Smaragdia roseopicta Thiele, 1930
- Smaragdia souverbiana (Montrouzier in Souverbie & Montrouzier, 1863)
- Smaragdia tragena (Iredale, 1936)
- Smaragdia viridis (Linnaeus, 1758)